# ダーク・エレクトロ
ダーク・エレクトロ（Dark electro）とは1990年代に興隆した、中央ヨーロッパ発祥の音楽の潮流である。
邪悪さを表現したエレクトロニック・ミュージックであり、yelworC、Mortal Constraint、Arcana Obscura、Calva Y Nada、Placebo Effect、Trial、Tri-stateらが代表として挙げられる。日本では2 Bullet DxUxSなどが知られている。
最初にこの語が用いられたのは、1992年12月にyelworCのデビュー・アルバム『Brainstorming』の告知に関連しての事である。
この語は、1993年2月には同アルバムのレヴューにおいても言及されている。
このジャンルは主として、The KlinikやSkinny Puppyに代表されるエレクトロニック／ポスト・インダストリアル勢の影響下にある。
楽曲の構成は、複雑なアレンジと不快な音像に特徴付けられ、また、うめきや歪んだボーカルを使用する事が特徴的である。
特筆すべきはYelworCであり、彼らは1988年に結成された、ミュンヘン出身のグループである。彼らは90年代初期におけるダーク・エレクトロ発祥の礎を築き、有名なドイツのレーベルCeltic Circle Productionsの最初のアーティストとしても知られている。
後にダーク・エレクトロは、アグロテックやフューチャーポップの様な、テクノ影響下のジャンルにその場を奪われた。
彼らは、本来ダーク・エレクトロが指し示す音楽ではないにもかかわらず、しばしばダーク・エレクトロを自称する。